# 워 앤드 러브
《워 앤드 러브》(War And Love)는 미국, 이스라엘에서 제작된 모쉬 미즈라히 감독의 1985년 영화이다. 래리 아틀라스 등이 주연으로 출연하였고 Jack Eisner 등이 제작에 참여하였다.

## 출연

### 주연
- 래리 아틀라스

### 조연
- 앨런 파인스타인
- 에반 핸들러
- 릴리아나 코모로스카
- 스티븐 마일러
- 에다 레이스 메린
- 카이라 세드윅
- 데이빗 스필버그
- Brita Youngblood
- 피터 페르난데즈